# 버펄로 바이슨스 (내셔널 리그)

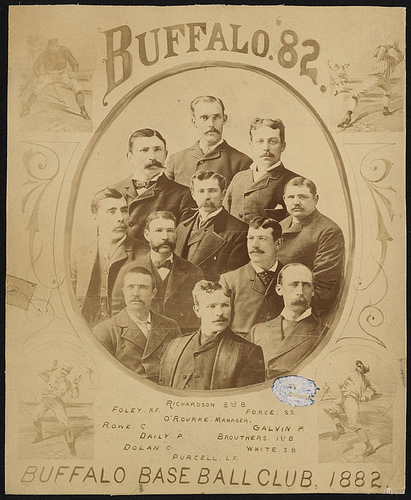
1882년 시즌 버펄로 바이슨스.

버펄로 바이슨스(Buffalo Bisons)는 1879년부터 1885년까지 있던 19세기 내셔널 리그 야구 팀이다.

## 유명한 선수
- 댄 브루서스
- 퍼드 갤빈
- 찰스 래드번
- 하디 리처드슨
- 잭 로
- 디컨 화이트

## 같이 보기
- 버펄로 바이슨스 (동음이의)